# Cryptops burenius
Cryptops burenius är en mångfotingart som beskrevs av Karl Wilhelm Verhoeff 1940. Cryptops burenius ingår i släktet Cryptops och familjen Cryptopidae. Inga underarter finns listade i Catalogue of Life.